# Maben
Maben è una città (town) degli Stati Uniti d'America, situata nelle contee di Oktibbeha e di Webster, nello Stato del Mississippi.
La cittadina nel 1923 ospitò per un breve periodo il noto aviatore Charles Lindbergh, a quel tempo un giovane pilota alle prime esperienze di volo. Arrivato a bordo del suo primo aeremobile un Curtiss JN-4 "Jenny" a seguito di un'avaria, durante la sua permanenza a Maben, Lindbergh trasportò per brevi giri turistici a pagamento, numerosi e increduli cittadini.